# Borgo San Lazzaro
Borgo San Lazzaro è uno dei borghi partecipanti al Palio di Asti.

## La storia del borgo

### L'"Hospitali Sancti Lazari"
Anticamente, nella zona est fuori dalla città di Asti, lungo la strada Giulia verso Alessandria, era sorto l'ospedale di San Lazzaro, a cui venne accostato il nome di "lazzaretto": a quel tempo nel nord Italia tutti gli hospitali adibiti alla cura dei lebbrosi venivano chiamati come il primo "lazzaretto" costruito a Venezia nel 1468, sull'isola di S. Maria di Nazareth, per ricoverarvi in quarantena gli ammalati di peste.
Tale struttura verrà chiamata volgarmente “nazarethum” o “lazarethum” per assonanza con il nome Lazzaro. È possibile che però vi fossero installate delle cabane, baraccamenti provvisori come quelli localizzati sulle rive del Tanaro in rione San Paolo o su quelle del Borbore nel Borgo Torretta durante la peste del 1631.

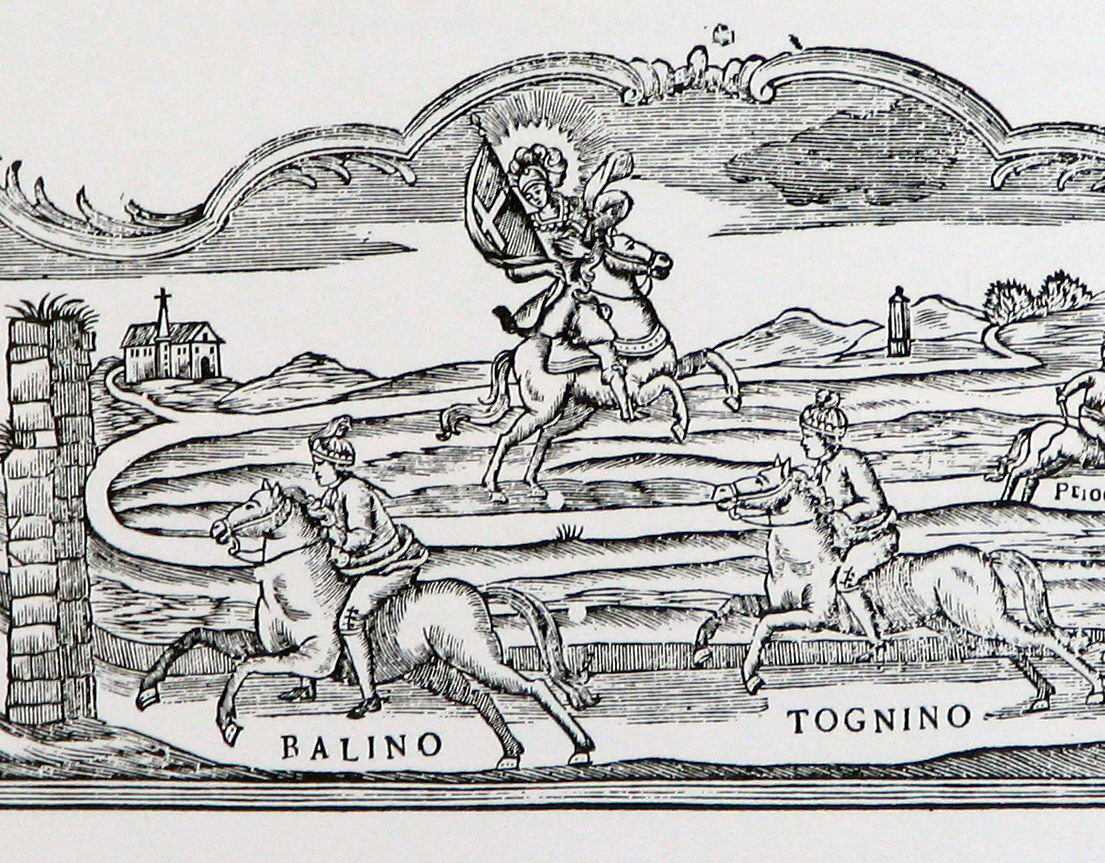
Stilografia per la Vittoria del Palio di Asti da Parte della Madonna di Barbantana, località del Borgo San Lazzaro, prima nel suo genere e utilizzata coma intestazione per i sonetti fino all'inizio del XIX secolo. Sonetto per la vittoria del 1775. L'incisione raffigura l'antico percorso "alla lunga". Si vedono l'antica chiesa di San Lazzaro e il "cippo del pilone" (sullo sfondo), punto di partenza della corsa, San Secondo il patrono a cui la corsa è dedicata ed in primo piano due paggi a cavallo che stanno per entrare in città attraverso la porta di San Pietro

### San Lazzaro del torrente dei Lebbrosi
L'ospedale di San Lazzaro di Asti è già menzionato, seppur indirettamente, in un documento del 952 in cui i Re d'Italia Berengario II ed Adalberto concedono il diritto di navigazione del Tanaro al Convento di Santa Maria d'Asti nel tratto che va dal Rivum Leprosorum (l'attuale rio Valmanera) al Rivum Anzani (oggi rio Azzano); l'ospedale con l'annessa chiesa fu adibito a luogo di cura per gli appestati e dei lebbrosi, ed infine degli infermi in generale.
Ci dice lo storico Incisa che i due edifici erano ubicati a levante della città, alla sinistra del rio Valmanera, sulla strada che porta ad Alessandria, rivolti verso il Monferrato.
In documenti del X secolo, l'ospedale è citato come Sancti Lazari apud Rivum Leprosorum, dove appunto il Rivum era il torrente Valmanera. Ancora nel 1600 il torrente era chiamato “dei Lebbrosi”.
Nel 1455, per decreto del vescovo di Asti, sette ospedali (tra quelli presenti in città): dei Mercanti, di S. Evasio, di San Lazzaro, di S. Maria Nuova, di S. Caterina, di S. Alberto e dei SS. Apostoli, furono riuniti nel solo ospedale di S. Marta, situato in corso Alfieri, presso la Piazza omonima, come ancora ricorda una lapide presente in loco.

### Le guerre con gli spagnoli
Gli abitanti del borgo, sorto intorno a questi edifici, restavano però esclusi dalle mura della città e si rifugiavano in essa tramite la Porta di San Pietro.
Storicamente si è creduto che gli Agostiniani eremitani, giunti ad Asti nel 1517, si fossero sistemati nel Rione costruendo la chiesa della Madonna delle grazie; questa erronea interpretazione ha portato ad una lettura deviata della storia del territorio fuori porta San Pietro: è infatti risaputo che gli Agostiniani cercarono di stabilirsi presso la Chiesa di San Lazzaro, acquistando anche vari campi in aderenza alla stessa, ma il parere negativo della Città li fece ripiegare su un appezzamento di terreno nel territorio di San Pietro (dove oggi sorge la WayAssauto); data la posizione strategica che questa architettura possedeva, le truppe Spagnole capitanate da Fabrizio Maramaldo ivi posero il proprio quartier generale, collocando le proprie batterie di artiglieria e cannoneggiando la città.
Dopo una settimana di sanguinosi combattimenti, gli astigiani riuscirono a respingere le mire degli spagnoli. Dopo questi avvenimenti, il Municipio decise di abbattere gli edifici religiosi in quella zona, affinché il nemico non se ne potesse più servire, mentre la chiesa della Madonna delle Grazie fu risparmiata (in un primo tempo, ma abbattuta dopo poco).
Agli Agostiniani fu concesso di trasferirsi in Città, in una zona compresa tra via XX Settembre e piazza Astesano, dove ancora oggi è presente il Vicolo delle Grazie.
Nel 1669 a seguito della guerra, la cappella campestre di San Lazzaro, fuori le mura di San Pietro, era stata trasformata in stalla usata dai soldati equestri destinati alla guardia della città; fu poi definitivamente abbattuta nel 1710 circa.
Era presente nella zona antica sul corso Casale (all'angolo con l'attuale via Deledda) un pilone votivo settecentesco e le incurie nel tempo lo avevano reso molto danneggiato, tanto da non riconoscerne nemmeno più il dipinto se non nelle sue linee essenziali.
Il pilone venne inglobato in una casa di modeste dimensioni, acquistata nel 1860 dal Sig. Carlo Stefano Gastaudo, che in seguito alla prodigiosa guarigione della figlia, colpita da grave malattia, fece restaurare nel 1890: il dipinto raffigurava un santo in abiti vescovili identificato con San Lazzaro dei lebbrosi, benedicente, sullo sfondo la rappresentazione della Città di Asti ed ai lati del santo due chiese, identificate erroneamente nel passato con San Lazzaro e Santa Maria delle Grazie degli Agostiniani. Nel 1965, la casa fu abbattuta per far posto al palazzo che oggi porta il civico 76 di corso Casale, e il dipinto venne recuperato dalla Sovrintendenza delle Belle Arti e attualmente si trova ancora presso il laboratorio di restauro del Prof. Nicola ad Aramengo.
In seguito all'impossibilità di riavere il dipinto, l'Associazione Borgo San Lazzaro commissionò a Giulio Prasso un nuovo dipinto, posto pochi giorni prima della Corsa del Palio 1991 sulla facciata del vecchio oratorio di San Domenico Savio, a perenne ricordo della storia del Borgo San Lazzaro. Questo è un errore storico importante, perché nell'iconografia riconosciuta di San Lazzaro dei lebbrosi il santo non è un vescovo, ma un umile servo colpito da lebbra che si sorregge ad un bastone, con due cani che leccano le sue ferite cercando di alleviarne le sofferenze. Il pilone votivo presente nel borgo invece assomiglierebbe più ad un San Martino (vescovo) o ancora di più ad un Sant’Agostino (vescovo), o ad un altro santo che nulla ha a che fare con il San Lazzaro che ha permesso la genesi del borgo di Asti omonimo.
Nel 2012, durante la Festa Titolare, l'Associazione ha posto una nuova icona (realizzata dal dott. Fabio Lano) raffigurante San Lazzaro dei lebbrosi nelle sue vesti povere, sui ruderi della Chiesa a lui dedicata con alle spalle la Città di Asti, vista in modo fantastico come una sorta di "Gerusalemme celeste".
Sul finire del XVIII secolo, San Lazzaro era compreso nella parrocchia di San Pietro e vi rimase fino al 1957, quando venne costituita la nuova parrocchia dedicata a San Domenico Savio.
Oggi è tra i più popolosi e comprende parte della zona industriale est della città di Asti.

## Lo stemma

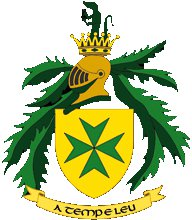
Primo stemma ufficiale del Borgo San Lazzaro, non più in uso (1983)

Nel 1968, in occasione della prima partecipazione di San Lazzaro al palio di Asti, il borgo si ispirò alla simbologia dell'ordine Militare et Hospitaliero di San Lazzaro di Gerusalemme, in quanto si riteneva che la chiesa e l'ospedale un tempo presenti, fossero stati fondati e gestiti dai Lazzariti.
In realtà è una congettura attualmente priva di riscontri documentari, e storicamente non provata. Non esistono attualmente prove, infatti, che l'Ordine di San Lazzaro abbia avuto qualche rapporto nel Borgo, mentre è certo che proprio a San Lazzaro in moltissime città italiane veniva dedicato il centro di assistenza per i lebbrosi.
In tempi recenti la fondazione era stata addirittura attribuita all'Ordine dei Santi Maurizio e Lazzaro, ma questa si è rivelata essere solamente una supposizione infondata, dovuta al fatto che la fondazione dell'ordine è avvenuta nel 1573 su ordine di Emanuele Filiberto di Savoia, mentre sappiamo che l'ospedale e la chiesa erano già presenti dall'anno 952
L'assemblea generale del 16 novembre 1983, approvò l'insegna ufficiale del Borgo, costituito da uno scudo alla francese moderno con una croce ad otto punte verde in campo giallo, cimierato d'oro, coronato alla conteale con un ramarro nascente, con lambrecchini di verde.

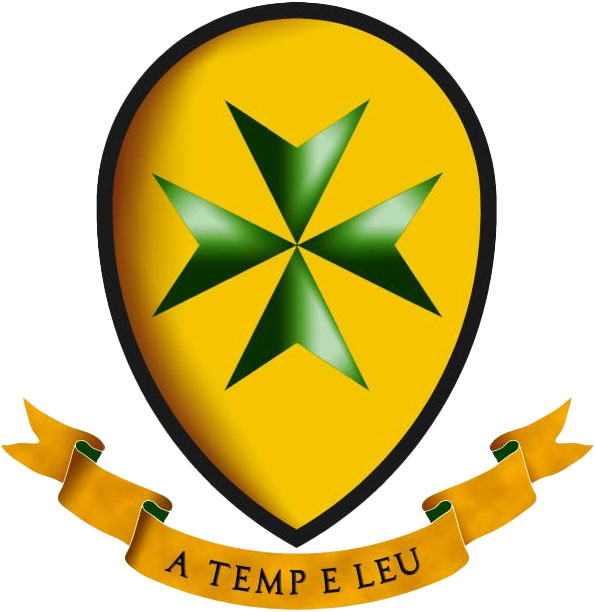
Stemma ufficiale del Borgo San Lazzaro dal 2011

Con l'assemblea generale il vecchio stemma (storicamente ed araldicamente scorretto) è stato sostituito con uno nuovo, con scudo a goccia con una croce ad otto punte verde in campo giallo, bordato di nero, con un cartiglio di giallo caricato del motto "A TEMP E LEU" in caratteri capitali. Questo scudo, semplice nella sua composizione, è il più aderente al periodo storico di riferimento per il Borgo San Lazzaro. Contestualmente al nuovo stemma è stato anche creato un sigillo ufficiale, che accompagnerà ogni documento ufficiale con la firma del Rettore del Borgo.
L'animale araldico è il ramarro, che risulta essere l'animale più presente nella zona rurale del Borgo oltre il quartiere Praia; è simbolo di “affezione, benevolenza ed amore” ad è altresì “emblema di fedele custodia, poiché si oppone alla serpe che vuole nuocere all'uomo”; nelle tradizioni contadine, il ramarro “segnava il tempo” predicendo la pioggia o il secco con il suo cammino: per questi motivi, si collega direttamente al significato del motto del borgo: A TEMP E LEU (a tempo e luogo, ossia, al "momento opportuno").

## Le vittorie al Palio di Asti
Il Borgo San Lazzaro può rivendicare una vittoria nel Palio antico:
- 1775. Fantino Giovanni Bodone detto Balino per la Madonna di Barbantana.

Anche se il Borgo San Lazzaro ha una storia paliesca recente, dalla ripresa nel 1967 si è rivelato molto agguerrito e competitivo, riportando ben sette vittorie.
- 1987. Fantino Massimo Coghe detto Massimino II, con il cavallo Akebat (Nuvola)
- 1991. Fantino Tonino Cossu detto Cittino, con il cavallo Blu Bell Music (Lingotto)
- 1999. Fantino Massimo Coghe detto Massimino II, con il cavallo Shakuntala (Nuvoletta)
- 2001. Fantino Massimo Coghe detto Massimino II, con il cavallo Millennium Bug
- 2008. Fantino Giuseppe Zedde detto Gingillo, con la cavalla Domizia
- 2017. Fantino Giuseppe Zedde detto Gingillo, con il cavallo Bomario da Clodia
- 2022. Fantino Giuseppe Zedde detto Gingillo, con il cavallo Ajò de Sedini

## Il Gruppo Sbandieratori e Musici Borgo San Lazzaro

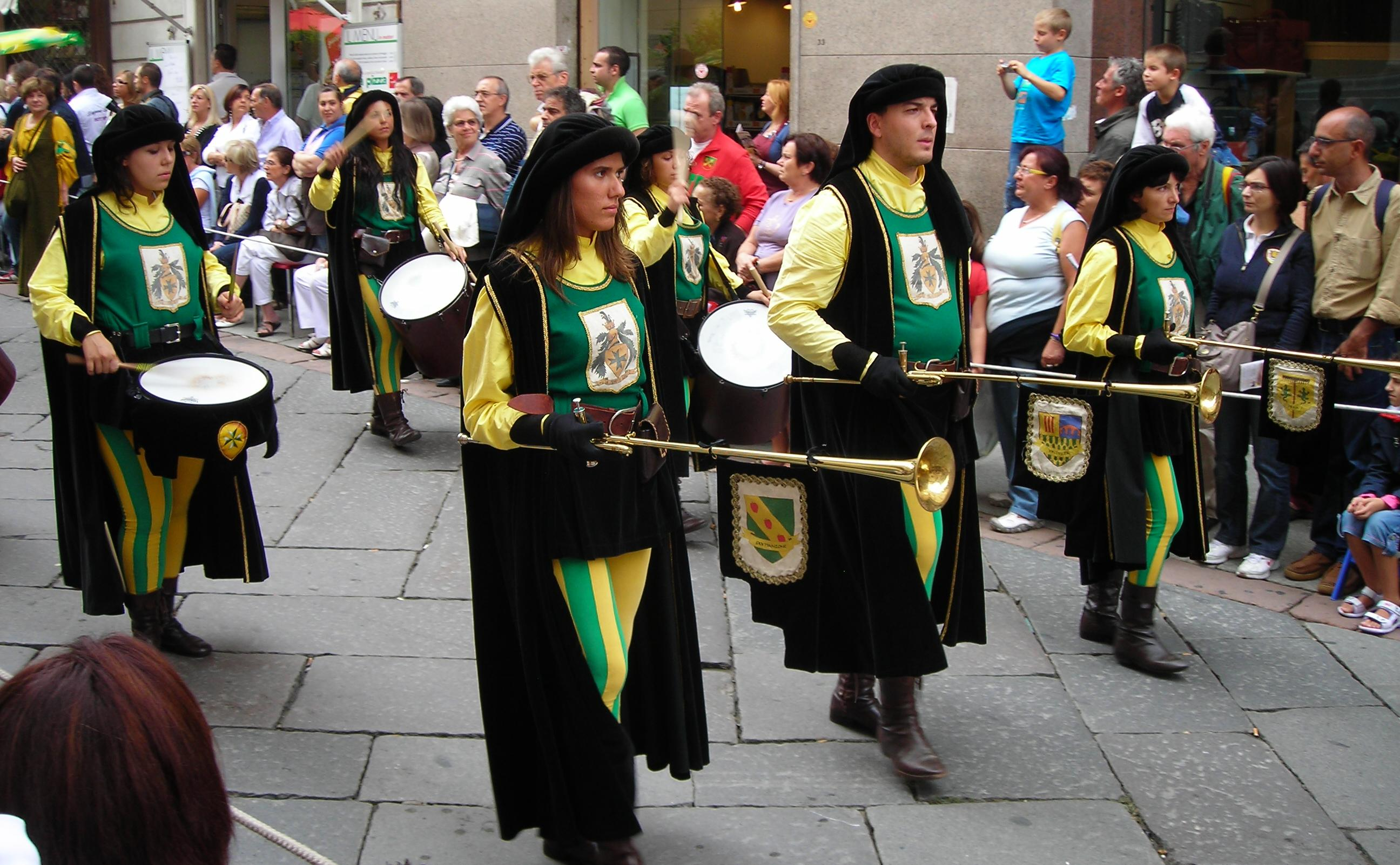
Musici di San Lazzaro durante il corteo storico del 2009

San Lazzaro vanta un gruppo di sbandieratori fondato nel 1977; si è esibito sul molte piazze europee ed ha preso parte a numerose rievocazioni storiche, tra cui Firenze, Milano in occasione della rievocazione storica delle cinque giornate, Parma, Legnano per il Palio, Albenga per la rievocazione storica, San Pellegrino Terme, Canelli in occasione della rievocazione storica dell'Assedio di Canelli, all'estero Francia, Belgio, Spagna, Svizzera, Ungheria, in rappresentanza dell'Italia in Francia in occasione della festa nazione in onore di Giovanna D'Arco, Lens e Lilla in occasione del festival internazionale di attrazioni e rievocazioni, Stavelot (Belgio), in occasione di un incontro internazionale folcloristico, Strasburgo, Obernai sul confine franco tedesco; ha presenziato inoltre alla rievocazione della battaglia di Marengo, Lione, Parigi, più volte in Costa Azzurra, Normandia e Alsazia.
In ambito cittadino, il gruppo conta 15 vittorie al Palio degli Sbandieratori di Asti, gara di bandiere che si svolge il giovedì antecedente il Palio, presentando la specialità di grande squadra.
Detiene anche il più alto numero di premi musici con un totale di 15 affermazioni di cui 12 consecutivi dal 2007 al 2018, il più vittorioso ad Asti.

## Monumenti storici: il Pilone

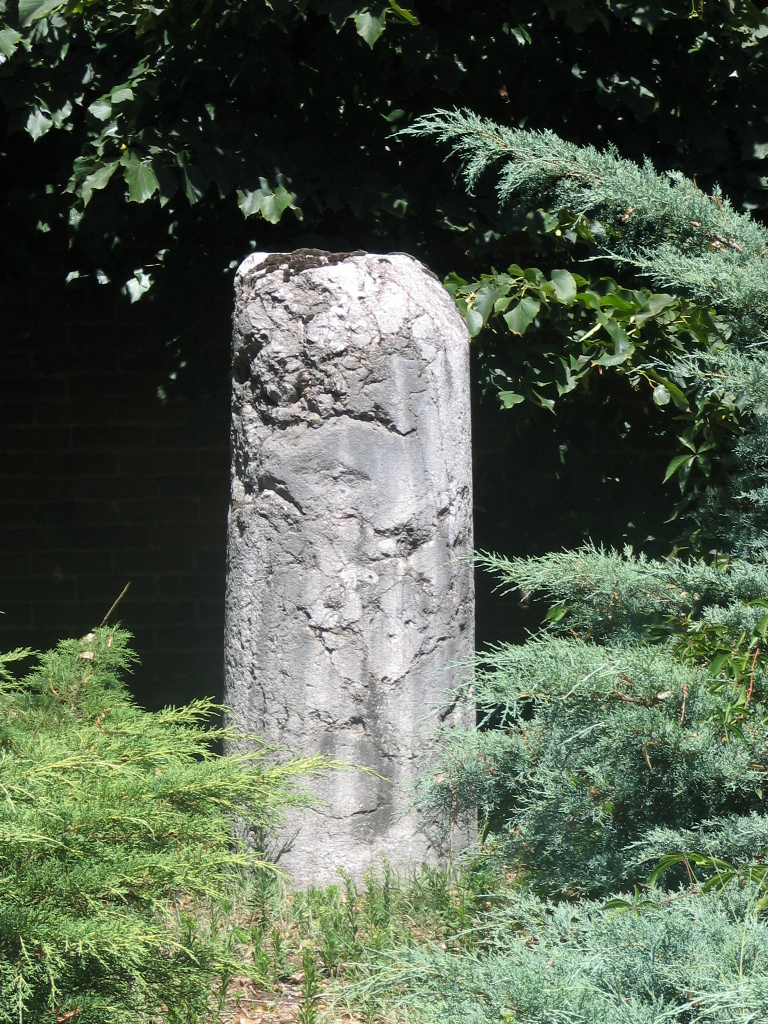
Il "Pilone"

Nel Borgo San Lazzaro, fuori porta San Pietro, sulla strada che porta ad Alessandria (la vecchia strada Reale), è presente ancora un cippo in pietra di notevoli dimensioni che il tempo e l'usura hanno un po' deteriorato. Questo luogo è da sempre chiamato “il Pilone”.
Dice il Gabiani che il nome deriva da una grossa e antichissima colonna di pietra, di cui il cippo sarebbe ciò che ne rimane, là collocata a segnalare la partenza per il Palio alla lunga.
Altri invece asseriscono che il toponimo derivi da un alto muraglione di mattoni (una grossa “pila" di mattoni) presente in quel luogo.
L'Incisa, riguardo a cosa esistesse o meno nel territorio del Borgo San Lazzaro, riporta nel suo diario che da tempo immemorabile, al confine delle regioni dell'Aniotto, di Pomanzone e del Quadretto, esistevano tre termini di pietra infissi due ai lati della strada e uno al centro della carreggiata per segnare il modo inequivocabile e preciso il luogo della Mossa del Palio.
Nel 1749 il tracciato della corsa fu spostato di qualche centinaio di metri verso la città, ed i tre termini infissi "nella regione di San Lazzaro denominata di Pomansone". Il provvedimento non convinse i cittadini, e nel 1755 si tornò all'antica posizione, questa volta segnalando in modo definitivo il luogo d'inizio della Corsa con "...un pillone a mattoni cotti in figura quadrata tronca". Pochi anni dopo il semplice Pilone fu sostituito da un nuovo e più elegante manufatto, che possiamo costruire perfettamente grazie alla precisa testimonianza dell'Incisa: esso aveva la forma di un obelisco a sezione triangolare, con i lati smussati, leggermente rastremato verso l'alto, terminato da una cuspide piramidale a sua volta coronata da una boccia di pietra del diametro di circa undici centimetri. L'obelisco era piazzato su uno zoccolo, e misurava in totale più di tre metri, mentre i lati alla base misuravano quasi un metro, restringendosi poi proporzionatamente verso la sommità.
Nel 1788 partivano i lavori della nuova Strada Reale verso Alessandria (l'attuale corso Alessandria), che rettificavano ed ampliavano l'antico percorso medievale della "Strata Lombarda"; i lavori comportarono la demolizione del bellissimo e solidissimo ponte romanico sul Versa, di cui in quell'anno l'Incisa scriveva «appresso di noi assai rinomato; non si sa la di lui età; alcuni lo vogliono vecchio di seicento anni circa, fatto per opera dè Veneziani. È di quattro arcate [...] a schiena d'asino, molto alto, e largo circa due trabucchi compresi i parapetti. L'arco centrale è alto due trabucchi e largo cinque; l'altro verso nord un poco più stretto, quello verso mezzogiorno ancora più stretto di questo, l'ultimo infine molto più piccolo. Demolendosi, si scoprì poi un quinto arco che più non si vedeva. Tutta la città grida contro questa distruzione, e sarebbe stato il caso conservarsi fino ai nostri quadrinipoti per la sua robustezza, e bellezza».
A causa dei lavori di ampliamento, anche il Pilone delle Mosse si ritrovò proprio nel mezzo del nuovo sedime stradale, e dunque se ne decretò nello stesso anno la demolizione, senza peraltro provvedere alla sua sostituzione. Negli anni successivi per determinare il luogo di partenza della Corsa si andò a spanne e a memoria, e si può ben immaginare come fioccassero ogni volta le polemiche e le proteste fra i nostri litigiosissimi antecessori, al punto che nel 1792 il comune decise di fissare nuovamente un segno visibile ed inequivocabile. Per economizzare, date le esauste finanze di quegli anni, si decise di utilizzare un'antica colonna di pietra bianca che da moltissimi anni era custodita nel chiostro della Collegiata di San Secondo. Questa colonna, e cioè quella ancora esistente, è in realtà un frammento erratico di origine romana, che assieme ad altri del genere era infisso sulla Piazza del Santo davanti al palazzo comunale, da dove fu poi rimosso all'epoca della ristrutturazione alfieriana dell'edificio. Altri frammenti dello stesso tipo, da tempo immemorabile sono piantati sulla piazza del Duomo.
Da quel lontano 1792 il Cippo della Corsa, rimasto prezioso ed unico testimone materiale del suo antico svolgimento, prese il nome di "Pilone" dall'obelisco di mattoni che lo aveva preceduto, trasmettendolo poi a sua volta all'area circostante ed al viale suggestivo che la collega al centro cittadino.